# Thành quả Islam

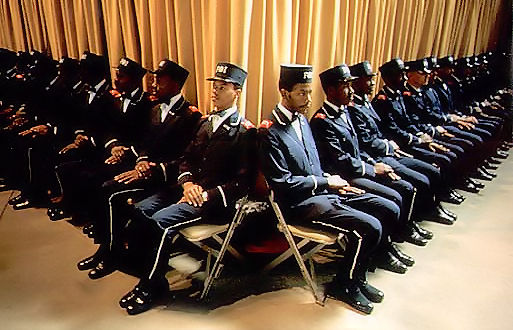
Các thành viên của Thành quả Islam ở Chicago, tháng 3 năm 1974.

Thành quả Islam (FOI), hay gọi tắt là Thực quả, là nhánh bán quân sự của Quốc gia Islam (NOI). Thực quả Islam có phục chế và mũ màu lam hoặc trắng đặc biệt và sở hữu các đơn vị trong tất cả các tu viện NOI. Louis Farrakhan, với tư cách là lãnh đạo của Quốc gia Islam, là Quan tư lệnh tối cao của Thực quả Islam.